# Testacelloidea
Testacelloidea zijn een superfamilie van weekdieren uit de klasse van de Gastropoda (slakken).

## Taxonomie
De volgende fanilie is bij de superfamilie ingedeeld:
- Familie Testacellidae Gray, 1840